# Onthophagus falsus
Onthophagus falsus är en skalbaggsart som beskrevs av Gillet 1925. Onthophagus falsus ingår i släktet Onthophagus och familjen bladhorningar. Inga underarter finns listade i Catalogue of Life.